# Тёркингтон, Колин
Колин Генри Тёркингтон (англ. Colin Henry Turkington; родился 21 марта 1982 года в Ньюри, Великобритания) — британский автогонщик; двукратный чемпион BTCC (2009 и 2014).

## Общая информация
Колин женат; у него и его супруги Луизы есть двое детей — сыновья Льюис и Адам.

## Спортивная карьера
Пилотская карьера Тёркингтона с первых лет была связана с кузовными автогонкамиЖ после нескольких лет в британских региональных картинговых сериях он в 1999 году пробует себя в большом автоспорте, выйдя на старт нескольких из национальных монокубков для полулюбителей: сначала на Ford Fiesta, а затем — на Renault Clio. Уровень соперников и стабильное финансирование позволили североирландцу постепенно приспособиться к новым для него гонкам и к 2001 году дорасти до борьбы за титул: выиграв 8 из 14 гонок в первенстве Ford Колин выиграл свой первый большой чемпионский трофей. Перспективный пилот быстро оказался на заметке у команд главного британского кузового первенства — BTCC и уже на следующий год Тёркингтон получил возможность проехать полноценный сезон в этом соревновании: за рулём устаревшей версии MG команды West Surrey Racing.
В составе этого коллектива североирландец провёл три сезона, регулярно борясь за околоподиумные позиции в гонках и места в Top10 личного зачёта; в августе 2003 года была выиграна первая гонка. В 2005 году Колин покинул суррейский коллектив, перейдя в чемпионский Triple Eight Racing на место перешедшего в WTCC Джеймса Томпсона, однако не сумев на равных выступать с лидером банберской команды Иваном Мюллером он уже через год вернулся в WSR. На старом месте результаты Тёркингтон уже в первый сезон вышли на другой уровень стабильности и он до последней гонки боролся за вице-чемпиоский титул с Джейсоном Плейто, уступив тому, в итоге, лишь очко. В 2007-09 годах суррейцы перешли на технику BMW, что, в первое время, несколько отбросило их назад в BTCC, но зато позволило провести несколько гонок в чемпионате мира, где в 2010 году Тёркингтон, не без доли везения, даже выиграл один заезд. В британском чемпионате дела также постепенно наладились — в 2008 году Колин выиграл четыре гонки, а ещё через сезон и вовсе смог побороться за титул, переиграв доминировавшего под конец сезона Плейто на пять очков в общем зачёте.
В 2011-12 годах Тёркингтон периодически выходит на старт гонок чемпионата мира за рулём незаводских BMW и Chevrolet, регулярно добираясь до финиша в очковой зоне. В 2013 году североирландец возвращается в британский туринг — в WSR, где в знакомых условиях быстро возвращает себе былые позиции: сначала регулярно борясь за победы, а в 2014 году и завоевав свой второй титул в местном зачёте — на этот раз с более внушительным отрывом. Также в этот период Колин не без успеха стартует в скандинавском туринге и серии Superstars, где в разных технических условиях демонстрирует свой высокий уровень водительского мастерства.

## Статистика результатов в моторных видах спорта
| 1999 | Британский кубок Ford Fiesta                | Harlow Motorsport         | 14         | 0          | 0          | 0          | н/д        | 11-й       |
| 2000 | Британский кубок Renault Clio. Зимняя серия | Mardi Gras Motorsport     | 5          | 0          | 0          | 0          | н/д        | 4-й        |
| 2000 | Британский кубок Ford Fiesta                | BIM Motorsport            | 7          | 0          | 0          | 0          | н/д        | 11-й       |
| 2001 | Британский кубок Ford Fiesta                | Tim Norton Motor Services | 14         | 7          | н/д        | 8          | 377        | 1-й        |
| 2002 | BTCC                                        | West Surrey Racing        | 16         | 0          | 0          | 0          | 29         | 14-й       |
| 2003 | BTCC                                        | West Surrey Racing        | 19         | 0          | 2          | 1          | 97         | 8-й        |
| 2004 | BTCC                                        | West Surrey Racing        | 30         | 1          | 4          | 1          | 173        | 6-й        |
| 2005 | BTCC                                        | Triple Eight Racing       | 30         | 3          | 1          | 2          | 174        | 6-й        |
| 2006 | BTCC                                        | West Surrey Racing        | 30         | 0          | 5          | 2          | 240        | 3-й        |
| 2007 | BTCC                                        | West Surrey Racing        | 30         | 4          | 3          | 3          | 184        | 5-й        |
| 2007 | WTCC                                        | West Surrey Racing        | 4          | 0          | 1          | 0          | 0          | НК         |
| 2008 | BTCC                                        | West Surrey Racing        | 30         | 0          | 2          | 4          | 212        | 4-й        |
| 2009 | BTCC                                        | West Surrey Racing        | 30         | 1          | 3          | 5          | 275        | 1-й        |
| 2010 | WTCC                                        | West Surrey Racing        | 10         | 0          | 0          | 1          | 97         | 10-й       |
| 2011 | STCC                                        | Flash Engineering         | 18         | 0          | 0          | 0          | 130        | 5-й        |
| 2011 | WTCC                                        | Wiechers-Sport            | 6          | 0          | 0          | 0          | 46         | 13-й       |
| 2012 | WTCC                                        | West Surrey Racing        | 2          | 0          | 0          | 0          | 15         | 18-й       |
| 2013 | BTCC                                        | West Surrey Racing        | 30         | 1          | 3          | 5          | 347        | 5-й        |
| 2013 | Superstars International Series             | Scuderia Giudici          | 2          | 0          | 0          | 0          | 9          | 23-й       |
| 2014 | BTCC                                        | West Surrey Racing        | 30         | 2          | 11         | 8          | 434        | 1-й        |
| 2014 | HSCC Super Touring Car Trophy               | н/д                       | 1          | 0          | 0          | 0          | 4          | 31-й       |
| 2015 | BTCC                                        | Team BMR                  | 30         | 2          | 2          | 4          | 310        | 4-й        |
| 2016 | BTCC                                        | Team BMR                  | Сезон идёт | Сезон идёт | Сезон идёт | Сезон идёт | Сезон идёт | Сезон идёт |